# Ambleville (Charente)
Ambleville korábbi község Franciaországban, Charente megyében. Lakosainak száma 167 fő (2019. január 1.). Ambleville Criteuil-la-Magdeleine, Juillac-le-Coq, Lignières-Sonneville és Verrières községekkel határos.
2022. január 1-jén Lignières-Sonneville korábbi községgel egyesült és az így létrejött Lignières-Ambleville új község része lett.

## Népesség
A település népességének változása:
| Lakosok száma | 332  | 286  | 215  | 217  | 214  | 184  | 186  | 187  | 173  | 167  |
|               | 1968 | 1975 | 1990 | 1999 | 2006 | 2013 | 2015 | 2016 | 2018 | 2019 |